# Tasiocera divaricata
Tasiocera divaricata là một loài ruồi trong họ Limoniidae. Chúng phân bố ở miền Australasia.